# Maxime Lafage
Pour les articles homonymes, voir Lafage.

a Compétitions nationales et continentales officielles uniquement.

Dernière mise à jour le 22 mai 2023.
Maxime Lafage, né le 1er septembre 1994 à Toulouse (Haute-Garonne), est un joueur français de rugby à XV. Il joue au poste de demi d'ouverture au RC Vannes.
Formé à Colomiers où il commence sa carrière professionnelle en 2015, il rejoint ensuite le Stade rochelais en 2018. Il n'y joue qu'une saison puis s'engage avec l'Aviron bayonnais avec qui il remporte le Championnat de France de 2e division en 2022. Après ce titre, il est transféré au RC Vannes, où il remporte également Championnat de France de 2e division deux ans plus tard, en 2024.

## Biographie
Après avoir appris les bases fondamentales du rugby à l'Ecole de rugby du Blagnac sporting club rugby jusqu'à l'âge de 11, il part ensuite au Stade Toulousain. Maxime Lafage a été formé au poste de demi d'ouverture au centre de formation de Colomiers Rugby où il commence sa carrière professionnelle durant trois saisons.
Il évolue ensuite progressivement une saison au Stade rochelais, trois saisons à l'Aviron bayonnais puis au Rugby club vannetais depuis 2022.
Durant la saison 2023-2024, Maxime Lafage est l'un des joueurs les plus importants du RC Vannes qui remporte le Championnat de France de 2e division et monte pour la première fois de son histoire en Top 14. À la suite de cette saison réussie, il prolonge son contrat avec le club breton jusqu'en 2028.

## Palmarès
- Aviron bayonnais
  - Vainqueur du Championnat de France de 2e division en 2022.
- RC Vannes
  - Vainqueur du Championnat de France de 2e division en 2024.